# Arrondissement de Monaco
L'arrondissement de Monaco est une ancienne subdivision administrative française du département des Alpes-Maritimes créée le 17 février 1800 et supprimé en 1805. Les cantons furent rattachés ou à l'arrondissement de Nice ou à l'arrondissement de San Remo.

## Composition

Carte des Alpes-Maritimes en 1801, présentant sa division en arrondissements (vert : Nice ; violet : Monaco ; bleu : Puget-Théniers) et cantons.

Il comprenait les cantons de la Brigue (Tende), Menton, Monaco, Perinaldo, Saorge (Breil-sur-Roya) et Sospel.

## Sous-préfets
| Période                              | Période                            | Identité                    | Fonction précédente | Observation                   |
| ------------------------------------ | ---------------------------------- | --------------------------- | ------------------- | ----------------------------- |
| 23 fructidor an IX 10 septembre 1801 | 13 thermidor an XIII 1er août 1805 | Aimé Chassepot de Chaplaine |                     | Nommé sous-préfet de San Remo |